# Liste der Bodendenkmäler im Rhein-Sieg-Kreis

Rhein-Sieg-Kreis

Die Liste der Bodendenkmäler im Rhein-Sieg-Kreis umfasst:
- Liste der Bodendenkmäler in Alfter
- Liste der Bodendenkmäler in Bad Honnef
- Liste der Bodendenkmäler in Bornheim
- Liste der Bodendenkmäler in Eitorf
- Liste der Bodendenkmäler in Hennef (Sieg)
- Liste der Bodendenkmäler in Königswinter
- Liste der Bodendenkmäler in Lohmar
- Liste der Bodendenkmäler in Meckenheim
- Liste der Bodendenkmäler in Much
- Liste der Bodendenkmäler in Neunkirchen-Seelscheid
- Liste der Bodendenkmäler in Niederkassel
- Liste der Bodendenkmäler in Rheinbach
- Liste der Bodendenkmäler in Ruppichteroth
- Liste der Bodendenkmäler in Sankt Augustin
- Liste der Bodendenkmäler in Siegburg
- Liste der Bodendenkmäler in Swisttal
- Liste der Bodendenkmäler in Troisdorf
- Liste der Bodendenkmäler in Wachtberg
- Liste der Bodendenkmäler in Windeck